# UCI America Tour 2013-2014
El UCI America Tour 2013-2014 fue la décima edición del calendario ciclístico internacional americano. Se inició el 6 de octubre de 2013 en Trinidad y Tobago, con la Tobago Cycling Classic y finalizó el 25 de diciembre de 2014 con la Vuelta a Costa Rica. En un principio (ya que el calendario no era cerrado y hubo modificaciones), la temporada contaba con 32 competiciones.

## Carreras y categorías

### Carreras no inscritas
Algunas de las carreras que estuvieron en el calendario anterior, no fueron registradas en el calendario 2013-2014, como las vueltas al Mundo Maya de Guatemala y la Ruta del Centro en México.

### Nuevas carreras, retornos y cambios de fecha
Una nueva carrera fue inscrita por primera vez, la Winston Salem Cycling Classic en Estados Unidos. Por otra parte retornó al calendario la Vuelta Independencia Nacional en República Dominicana (ausente el año anterior) y la Vuelta de Gravataí ahora llamada Vuelta a Río Grande del Sur que se disputa en Brasil. También en Brasil, el Tour de Brasil/Vuelta del Estado de San Pablo cambió su fecha de disputa pasando de octubre a febrero.

### Categorías
En 2013-2014 fueron dos las carreras de máxima categoría, siendo las mismas que en la edición anterior. El Tour de California y el USA Pro Cycling Challenge, ambas Estados Unidos.
El siguiente nivel de carreras (.1) fueron 4, igual que en 2012-2013. Las que repitieron fueron el Tour de San Luis, el Tour de Utah, y el Tour de Alberta y tras la desaparición del Tour de Elk Grove se le sumó la Philadelphia Cycling Classic. El resto de las carreras fueron .2 (última categoría). Además integraron el calendario las carreras en ruta y contrarreloj para élite y sub-23 del campeonato panamericano de ciclismo.
| Carrera                   | Categoría |
| ------------------------- | --------- |
| Tour de California        | 2.HC      |
| USA Pro Cycling Challenge | 2.HC      |

| Carrera                      | Categoría |
| ---------------------------- | --------- |
| Tour de San Luis             | 2.1       |
| Tour de Alberta              | 2.1       |
| Philadelphia Cycling Classic | 1.1       |
| Tour de Utah                 | 2.1       |

| Carrera                                       | Categoría |
| --------------------------------------------- | --------- |
| Vuelta a Bolivia                              | 2.2       |
| Vuelta al Sur de Bolivia                      | 2.2       |
| Tour de Brasil/Vuelta del Estado de San Pablo | 2.2       |
| Vuelta de Paraná                              | 2.2       |
| Vuelta a Río Grande del Sur                   | 2.2       |
| Tour de Río                                   | 2.2       |
| Tour de Beauce                                | 2.2       |
| Tour de Delta                                 | 1.2       |
| Grand Prix Cycliste de Saguenay               | 2.2       |
| Vuelta a Colombia                             | 2.2       |
| Vuelta a Costa Rica                           | 2.2       |
| Vuelta a México                               | 2.2       |
| Tour de Gila                                  | 2.2       |
| Thompson Bucks County Classic                 | 1.2       |
| Winston Salem Cycling Classic                 | 1.2       |
| Vuelta Independencia Nacional                 | 1.2       |
| Tobago Cycling Classic                        | 1.2       |
| Vuelta al Táchira                             | 2.2       |
| Vuelta a Venezuela                            | 2.2       |

Además de éstas carreras, algunos campeonatos nacionales de ruta y contrarreloj también puntuaron para el UCI America Tour, dependiendo de la clasificación por países de la edición anterior.

## Calendario

### Octubre 2013
| Fecha | Carrera                | Cat. | Ganador              | Equipo del ganador |
| ----- | ---------------------- | ---- | -------------------- | ------------------ |
| 6     | Tobago Cycling Classic | 1.2  | Jaime Ramírez Bernal |                    |

### Noviembre 2013
| Fecha   | Carrera          | Cat. | Ganador         | Equipo del ganador   |
| ------- | ---------------- | ---- | --------------- | -------------------- |
| 1 al 10 | Vuelta a Bolivia | 2.2  | Salvador Moreno | Colombia Coldeportes |

### Diciembre 2013
| Fecha    | Carrera             | Cat. | Ganador           | Equipo del ganador |
| -------- | ------------------- | ---- | ----------------- | ------------------ |
| 17 al 29 | Vuelta a Costa Rica | 2.2  | Juan Carlos Rojas | JPS-Giant          |

### Enero 2014
| Fecha    | Carrera           | Cat. | Ganador        | Equipo del ganador  |
| -------- | ----------------- | ---- | -------------- | ------------------- |
| 10 al 19 | Vuelta al Táchira | 2.2  | Jimmy Briceño  | Lotería del Táchira |
| 20 al 26 | Tour de San Luis  | 2.1  | Nairo Quintana | Movistar            |

### Febrero 2014
| Fecha    | Carrera                                       | Cat. | Ganador       | Equipo del ganador                      |
| -------- | --------------------------------------------- | ---- | ------------- | --------------------------------------- |
| 9 al 16  | Tour de Brasil/Vuelta del Estado de San Pablo | 2.2  | Magno Nazaret | Funvic Brasilinvest-São José dos Campos |
| 20 al 27 | Vuelta Independencia Nacional                 | 2.2  | Edwin Sánchez | Formesán-Bogotá Humana                  |

### Marzo 2014
| Fecha  | Carrera         | Cat. | Ganador             | Equipo del ganador |
| ------ | --------------- | ---- | ------------------- | ------------------ |
| 5 al 9 | Vuelta a México | 2.2  | Juan Pablo Villegas | 4-72 Colombia      |

### Abril 2014
| Fecha    | Carrera                       | Cat. | Ganador             | Equipo del ganador                          |
| -------- | ----------------------------- | ---- | ------------------- | ------------------------------------------- |
| 9 al 13  | Vuelta a Río Grande del Sur   | 2.2  | José Luis Rodríguez | Clos de Pirque-Trek                         |
| 17       | Winston Salem Cycling Classic | 1.2  | Travis McCabe       | SmartStop                                   |
| 23 al 27 | Vuelta de Paraná              | 2.2  | Carlos Manarelli    | Funvic Brasilinvest-São José dos Campos     |
| 30 al 4  | Tour de Gila                  | 2.2  | Carter Jones        | Optum presented by Kelly Benefit Strategies |

### Mayo 2014
| Fecha    | Carrera                                     | Cat. | Ganador           | Equipo del ganador     |
| -------- | ------------------------------------------- | ---- | ----------------- | ---------------------- |
| 8        | Campeonato Panamericano Contrarreloj Sub-23 | CC   | Rodrigo Contreras | Coldeportes-Claro      |
| 8        | Campeonato Panamericano Contrarreloj Elite  | CC   | Pedro Herrera     | Formesán-Bogotá Humana |
| 10       | Campeonato Panamericano en Ruta Sub-23      | CC   | Fernando Gaviria  | Coldeportes-Claro      |
| 11       | Campeonato Panamericano en Ruta Elite       | CC   | Byron Guamá       | Ecuador                |
| 11 al 18 | Tour de California                          | 2.HC | Bradley Wiggins   | Sky                    |

### Junio 2014
| Fecha    | Carrera                          | Cat. | Ganador      | Equipo del ganador  |
| -------- | -------------------------------- | ---- | ------------ | ------------------- |
| 1        | The Philadelphia Cycling Classic | 1.1  | Kiel Reijnen | UnitedHealthcare    |
| 6 al 8   | Grand Prix Cycliste de Saguenay  | 2.2  | Jure Kocjan  | SmartStop           |
| 11 al 15 | Tour de Beauce                   | 2.2  | Toms Skujiņš | Hincapie Sportswear |

### Julio 2014
| Fecha   | Carrera            | Cat. | Ganador          | Equipo del ganador                          |
| ------- | ------------------ | ---- | ---------------- | ------------------------------------------- |
| 4 al 13 | Vuelta a Venezuela | 2.2  | Jonathan Salinas | Kino-Táchira                                |
| 6       | Tour de Delta      | 1.2  | Jesse Anthony    | Optum presented by Kelly Benefit Strategies |

### Agosto 2014
| Fecha    | Carrera                   | Cat. | Ganador            | Equipo del ganador       |
| -------- | ------------------------- | ---- | ------------------ | ------------------------ |
| 1 al 10  | Tour de Guadalupe         | 2.2  | John Nava          | Union Cycliste Moulienne |
| 4 al 10  | Tour de Utah              | 2.1  | Tom Danielson      | Garmin Sharp             |
| 6 al 17  | Vuelta a Colombia         | 2.2  | Óscar Sevilla      | EPM-UNE                  |
| 13 al 17 | Vuelta al Sur de Bolivia  | 2.2  | Juan Cotumba       | Pollito Rico             |
| 18 al 24 | USA Pro Cycling Challenge | 2.HC | Tejay Van Garderen | BMC Racing               |
| 26 al 31 | Tour de Río               | 2.2  | Óscar Sevilla      | EPM-UNE                  |

### Septiembre 2014
| Fecha  | Carrera                       | Cat. | Ganador      | Equipo del ganador |
| ------ | ----------------------------- | ---- | ------------ | ------------------ |
| 2 al 7 | Tour de Alberta               | 2.1  | Daryl Impey  | Orica GreenEDGE    |
| 13     | Thompson Bucks County Classic | 1.2  | Zachary Bell | Team Smartstop     |

### Octubre 2014
| Fecha   | Carrera                | Cat. | Ganador      | Equipo del ganador                         |
| ------- | ---------------------- | ---- | ------------ | ------------------------------------------ |
| 5       | Tobago Cycling Classic | 1.2  | Óscar Pachón | Movistar Team América                      |
| 25 al 1 | Vuelta a Guatemala     | 2.2  | Alex Cano    | Aguardiente Antioqueño-Lotería de Medellín |

### Diciembre 2014
| Fecha    | Carrera             | Cat. | Ganador           | Equipo del ganador                   |
| -------- | ------------------- | ---- | ----------------- | ------------------------------------ |
| 14 al 25 | Vuelta a Costa Rica | 2.2  | Juan Carlos Rojas | Frijoles LosTierníticos-Arroz Halcón |

## Clasificaciones
- Las clasificaciones finales fueron las siguientes:[2]

### Individual
La integran todos los ciclistas que logren puntos pudiendo pertenecer tanto a equipos amateurs como profesionales, excepto los ciclistas de equipos UCI ProTeam.
| Posición | Ciclista          | Puntos |
| -------- | ----------------- | ------ |
| 1º       | Juan Carlos Rojas | 240    |
| 2º       | Óscar Sevilla     | 206    |
| 3º       | Jure Kocjan       | 191    |
| 4º       | Kiel Reijnen      | 158    |
| 5º       | Byron Guamá       | 145    |
| 6º       | Serghei Tvetcov   | 137    |
| 7º       | Joey Rosskopf     | 127    |
| 8º       | Jonathan Salinas  | 123,67 |
| 9º       | Carlos Gálviz     | 116    |
| 10º      | Rob Britton       | 96     |

| 11º | Carter Jones     | 94 |
| 12º | Juan Murillo     | 94 |
| 13º | Toms Skujiņš     | 88 |
| 14º | Alex Cano        | 82 |
| 15º | Eric Young       | 82 |
| 16º | Juan Cotumba     | 81 |
| 17º | Carlos Manarelli | 80 |
| 18º | Fernando Gaviria | 80 |
| 19º | Ryan Anderson    | 79 |
| 20º | John Nava        | 78 |

### Equipos
Sólo reservada para equipos profesionales de categoría Profesional Continental (2ª categoría) y Continental (3ª categoría), quedando excluidos tanto los UCI ProTeam como los amateurs. Se confecciona con la sumatoria de puntos que obtenga un equipo con sus 8 mejores corredores en la clasificación individual. La clasificación también la integran equipos que no estén registrados en el continente.
| Posición | Equipo                                      | Puntos |
| -------- | ------------------------------------------- | ------ |
| 1º       | Smartstop                                   | 532    |
| 2º       | Optum presented by Kelly Benefit Strategies | 375    |
| 3º       | Funvic Brasilinvest-São José dos Campos     | 351    |
| 4º       | Hincapie Sportswear Development Team        | 337    |
| 5º       | Ecuador                                     | 256    |

| 6º  | UnitedHealthcare Pro Cycling Team   | 239    |
| 7°  | San Luis Somos Todos                | 230,35 |
| 8º  | Jamis-Hagens Berman                 | 187    |
| 9º  | Jelly Belly-Maxxis                  | 184    |
| 10º | Clube DataRo de Ciclismo-Bottecchia | 148    |

### Países
Se confecciona mediante los puntos de los 10 mejores ciclistas de un país, no sólo los que logren en este Circuito Continental, sino también los logrados en todos los circuitos. E incluso si un corredor de un país de este circuito , sólo logra puntos en otro circuito (Europa, Asia, África, Oceanía), sus puntos van a esta clasificación. Al igual que en la clasificación individual, los ciclistas pueden pertenecer tanto a equipos amateurs como profesionales, excepto los ciclistas de equipos UCI ProTeam.
| Posición | País           | Puntos |
| -------- | -------------- | ------ |
| 1º       | Estados Unidos | 754    |
| 2º       | Colombia       | 717,27 |
| 3º       | Venezuela      | 713,34 |
| 4º       | Costa Rica     | 592    |
| 5º       | Brasil         | 545    |

| 6º  | Canadá    | 463    |
| 7º  | Argentina | 404,01 |
| 8º  | Ecuador   | 351    |
| 9º  | Bolivia   | 242    |
| 10º | Cuba      | 203    |

### Países sub-23
| Posición | País           | Puntos |
| -------- | -------------- | ------ |
| 1º       | Colombia       | 415,67 |
| 2º       | Costa Rica     | 134    |
| 3º       | Estados Unidos | 114    |
| 4º       | Guatemala      | 95     |
| 5º       | Chile          | 59     |

## Progreso de las clasificaciones
| Fecha                    | Clasificación individual | Clasificación por equipos               | Clasificación por países | Clasificación por países sub-23 |
| ------------------------ | ------------------------ | --------------------------------------- | ------------------------ | ------------------------------- |
| 25 de octubre de 2013    | Jaime Ramírez Bernal     | -                                       | Colombia                 | Estados Unidos                  |
| 25 de noviembre de 2013  | Salvador Moreno          | -                                       | Colombia                 | Colombia                        |
| 25 de diciembre de 2013  | Salvador Moreno          | -                                       | Colombia                 | Colombia                        |
| 25 de enero de 2014      | Juan Carlos Rojas        | San Luis Somos Todos                    | Venezuela                | Costa Rica                      |
| 25 de febrero de 2014    | Juan Carlos Rojas        | Funvic Brasilinvest-São José dos Campos | Venezuela                | Costa Rica                      |
| 25 de marzo de 2014      | Juan Carlos Rojas        | Funvic Brasilinvest-São José dos Campos | Colombia                 | Costa Rica                      |
| 25 de abril de 2014      | Juan Carlos Rojas        | Funvic Brasilinvest-São José dos Campos | Colombia                 | Chile                           |
| 25 de mayo de 2014       | Juan Carlos Rojas        | Funvic Brasilinvest-São José dos Campos | Colombia                 | Colombia                        |
| 25 de junio de 2014      | Juan Carlos Rojas        | Smartstop                               | Colombia                 | Colombia                        |
| 25 de julio de 2014      | Juan Carlos Rojas        | Smartstop                               | Colombia                 | Colombia                        |
| 15 de agosto de 2014     | Jure Kocjan              | Smartstop                               | Venezuela                | Colombia                        |
| 25 de agosto de 2014     | Jure Kocjan              | Smartstop                               | Estados Unidos           | Colombia                        |
| 25 de septiembre de 2014 | Jure Kocjan              | Smartstop                               | Estados Unidos           | Colombia                        |
| 25 de octubre de 2014    | Jure Kocjan              | Smartstop                               | Estados Unidos           | Colombia                        |
| 25 de noviembre de 2014  | Óscar Sevilla            | Smartstop                               | Estados Unidos           | Colombia                        |
| 31 de diciembre de 2014  | Juan Carlos Rojas        | Smartstop                               | Estados Unidos           | Colombia                        |
| Final                    | Juan Carlos Rojas        | SmartStop                               | Estados Unidos           | Colombia                        |